# Gare de Lieusaint - Moissy
Gare de Lieusaint - Moissy vasútállomás és RER állomás Franciaországban, Lieusaint településen.

## Vasútvonalak
Az állomást az alábbi vasútvonalak érintik:
- Párizs–Marseille-vasútvonal

## Kapcsolódó állomások
A vasútállomáshoz az alábbi állomások vannak a legközelebb:
- Gare de Combs-la-Ville - Quincy (Gare de Creil, D RER-vonal)
- Gare de Savigny-le-Temple - Nandy (Gare de Melun, D RER-vonal)

## Lásd még
- Franciaország vasútállomásainak listája
- A RER állomásainak listája